# Спасо-Каменный монастырь
Спа́со-Ка́менный монасты́рь — мужской монастырь Вологодской епархии Русской православной церкви, расположенный на небольшом острове Каменном на Кубенском озере в Усть-Кубинском районе Вологодской области.
Один из древнейших монастырей Русского Севера. Закрыт и снесён при советской власти. В начале 1990-х энтузиасты начали первые попытки восстановления ансамбля монастыря. В 2006 году было учреждено архиерейское подворье «Спасо-Каменный монастырь». 6 октября 2017 года монастырь возрождён официально.
Летом на остров можно добраться на катере, организованы частные перевозки туристов, паломников. Зимой транспортировка осуществляется на снегоходах, туры организованы частными компаниями. Устойчивого сообщения с островом нет.

## История
Датой основания обители считается 19 августа 1260 года, когда здесь был вынесен на берег попавший в лютую бурю белозерский князь Глеб Василькович, внук великого князя Ростовского Константина Всеволодовича. Князь, молясь Богу о спасении, дал обет основать обитель на том месте, где суда пристанут к какому-нибудь берегу. Волнами суда князя были прибиты к Каменному острову в день Преображения Господня. Остров не оказался пустынным: князь нашёл на нём нескольких пустынножителей, которые, проводя здесь иноческую жизнь, занимались проповедью Христовой веры среди побережных жителей-язычников. Пустынники имели у себя небольшую часовню для молитвенных собраний. Князь исполнил свой обет. Он повелел воздвигнуть здесь храм в честь Преображения Господня, снабдил его иконами и утварью и при нём основал обитель. Настоятельство над братиею он поручил одному из пустынножителей старцу Феодору.
Новооснованная обитель, названная Спасо-Каменною, с самого начала своего существования стала под особое покровительство князей Белозерских и быстро достигла процветания, как по своей иноческой жизни, сиявшее святостью многих подвижников, принимавших здесь пострижение, так и в отношении своего материального благосостояния. Со времени князя Димитрия Донского обитель стала известной и великим князьям Московским.
В XV веке Спасо-Каменный монастырь — крупный религиозно-культурный центр, где подвизались Дионисий Глушицкий, Александр Куштский, Иоасаф Каменский (сын местного князя Дмитрия Заозерского).
В 1472 году монастырь был опустошён пожаром — все постройки были деревянными. В раке серьёзно пострадали мощи здешнего насельника преподобного Иоасафа Каменского (+ 1453).

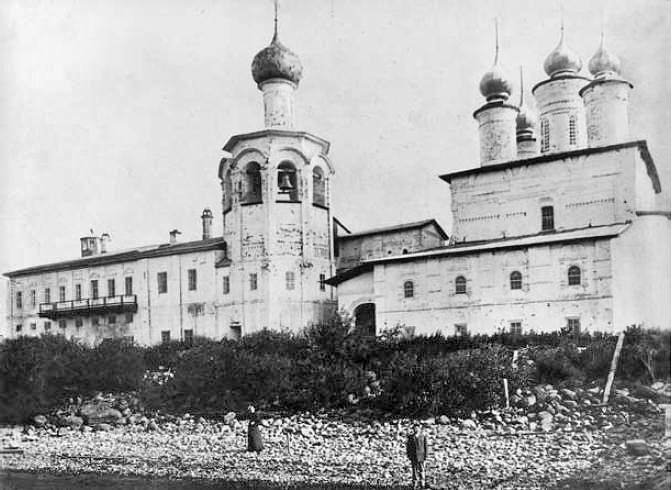
Спасо-Каменный монастырь, фото 1909 года

В 1478—1481 годы в центре обители был возведён четырёхстолпный трёхапсидный крестово-купольный Спасо-Преображенский собор — первое каменное сооружение не только на вологодской земле, но и вообще в пределах всей Русской Фиваиды. Белый камень для него доставляли из Старицы, а кирпич — из Твери. Кирпич представлял собой плоскую плинфу, век массового применения которой в строительстве на Руси тогда как раз подходил к концу.
Позднее теми же мастерами были выстроены сохранившиеся соборы Ферапонтова и Кирилло-Белозерского монастырей.
После учреждения монастырских штатов с изъятием в казну монастырских имуществ для Спасо-Каменной обители наступило время упадка, который был ускорен ещё большим пожаром в 1774 году, истребившим дотла все деревянные монастырские строения. После этого пожара Спасо-Каменный монастырь был закрыт, и это запустение продолжалось 26 лет.

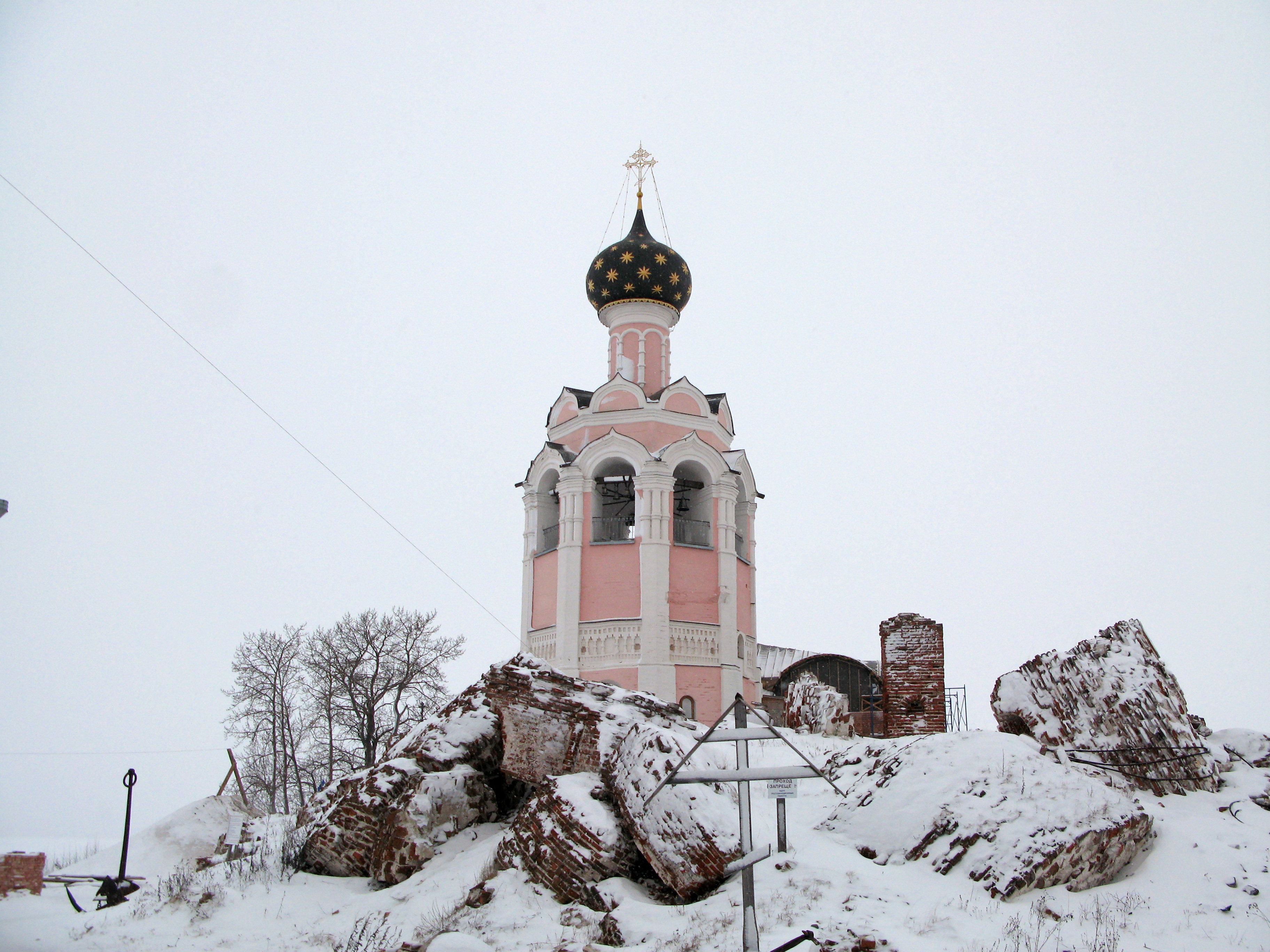
Успенская церковь-колокольня

В 1801 году по повелению императора Павла I обитель была восстановлена под именем Белавинской Спасо-Преображенской пустыни, так как сюда была переведена братия Белавинской Богоявленской пустыни вместе с имуществом. 26 сентября 1804 года архимандритом Спасо-Каменного монастыря был назначен Феоктист (Бромцев), но через 5 лет он был переведён на ту же должность в Краснохолмский Антониев монастырь. При нём восстановленная обитель снова быстро стала развиваться и приобретать то религиозное значение, каким пользовалась она прежде.
В 1892 году по указу Святейшего синода монастырю было возвращено его прежнее наименование Спасо-Каменного. Настоятели обители носили сан архимандрита.
Советская власть закрыла монастырь в 1925 году. Монахов прогнали, а в жилых помещениях попытались устроить колонию для малолетних преступников, которые разбежались по осени. Кроме того, осенний пожар повредил многие здания. После закрытия в 1925 году древнейший храм Русского Севера (к тому времени уже пятиглавый) был уничтожен взрывом. На его месте высится груда щебня.
В июне 1935 году ради кирпича, который хотели использовать для строительства местного Дома культуры, был взорван Спасо-Преображенский собор. Полученный кирпич так и не удалось использовать для строительства. Во время Великой Отечественной войны на острове был организован пункт по приёму и переработке рыбы.
До 1971 года здесь жил штатный сторож районного управления культуры. Когда должность эту сократили, остров стал пристанищем местных рыбаков и охотников. В настоящее время из монастырских построек на острове сохранилась лишь уникальная Успенская церковь-колокольня XVI века.
Несмотря на разрушение Спасского собора, монастырь всё ещё числится среди памятников архитектуры XV—XVII веков, так как сохранилась Успенская церковь «иже под колоколы» 1540-х годов постройки.

### Восстановление монастыря
В 1980-е годы архитектор-реставратор Александр Асафов стал предпринимать усилия по восстановлению построек Спасо-Каменного монастыря. По воспоминаниям Надежды Плигиной: «В 80-х гг. на территории Вологодской области начались разбор и учёт культурного наследия для Свода памятников. Составлением первично-учетной документации по Усть-Кубенскому району занимался архитектор „Союзреставрации“ Александр Асафов. <…> Занимаясь памятниками Пскова, Москвы, Вологды, он всегда мечтал о восстановлении Спаса на Каменном. Составил план работ по реставрации, убедил власти, что это необходимо — и с исторической, и с экологической точки зрения. В 1986 г. поступила первая тысяча рублей на подготовку проектной документации. С 1990 г. производство проектно-сметной документации перешло в архитектурно-реставрационный кооператив „Искра“, где Асафов руководил мастерской „Нестор“. Он же был и главным архитектором проекта. Времена изменились, и теперь можно было вслух сказать о том, что самое идеальное решение — вернуть на остров обитель». Работами по восстановлению монастыря занялся Александр Плигин, впервые приехавший на остров в 1960 году.
Однако в 1993 году умер Асафов, кончилось государственное финансирование, ушли рабочие. Но Александр Плигин неожиданно для всех остался на острове — поставил перед разрушенным алтарём обетный крест и продолжил реставрационные работы один, на свои средства, опираясь на семью и друзей. Должность директора завода и карьеру предпринимателя пришлось оставить. Все доходы от небольшой собственной фирмы теперь шли на Спас, а жена и трое детей стали главными помощниками. На острове трудилась вся семья Плигиных, все его друзья. Жители окрестных сел возили на Спас не только камни для укрепления острова, но и овощи с огородов для работников. Сначала из руин восстало последнее из появившихся тут до революции капитальных зданий — одноэтажная монастырская гостиница, сгоревшая в 1971 году по вине рыбаков. С восстановлением гостиницы на острове стало возможным размещать хотя бы небольшую бригаду строителей, чтобы использовать время короткого реставрационного сезона эффективно. Помимо гостиницы, при Плигине на острове построена обыденная деревянная часовня, началась реставрация Успенской колокольни — на ней установили купол и крест, повесили колокола. 27 января 2004 года от болезни сердца умер Александр Плигин. Его похоронили на острове.
В 2006 году на Каменном острове указом архиепископа Вологодского и Великоустюжского Максимилиана (Лазаренко) было учреждено архиерейское подворье «Спасо-Каменный монастырь», настоятелем которого назначен игумен Дионисий (Воздвиженский). В 2009 году в Успенском храме отслужили первый молебен, а 17 августа 2010 года архиепископ Максимилиан освятил храм, и с тех пор богослужения в храме стали регулярными.
К 2010 году, к 750-летнему юбилею обители, завершилось восстановление Успенской церкви-колокольни, во втором ярусе которой устроен небольшой храм во имя Успения Пресвятой Богородицы.
С 14 сентября 2012 года обязанности настоятеля были переданы игумену Нестору (Кумышу).
С 2011 по 2015 год шли работы в трапезной. В 2015 году строители начали воссоздавать братско-настоятельский корпус, но в 2016—2017 годах финансирование было приостановлено.
6 октября 2017 года Священный синод Русской православной церкви, заслушав прошение митрополита Вологодского и Кирилловского Игнатия (Депутатова), постановил открыть Спасо-Каменный Преображенский мужской монастырь и назначил на должность игумена этого монастыря Дионисия (Воздвиженского).
7 мая 2018 года был объявлен конкурс на поиск подрядчика, который должен будет провести реставрационные работы в церкви Успения Пресвятой Богородицы с трапезной в мужском Спасо-Каменном монастыре. Из материалов госзаказа следовало: «Все ремонтно-реставрационные работы необходимо вести с максимальным сохранением оставшейся части стен и фундаментов корпуса. Фундаменты корпуса бутовые ленточные на известковом растворе. Кладка сохранившейся стены (наружная и внутренняя), цоколь из красного кирпича на известковом растворе». Работы, по расчётам дирекции, обойдутся подрядчику в 31 969 659 рублей. Это максимальная сумма, которую готов предоставить заказчик. В том же году началось восстановление братского корпуса монастыря
23 сентября 2018 года в монастырь были возвращены мощи преподобного Иоасафа Каменского.
5 мая 2019 года митрополит Вологодский и Кирилловский Игнатий (Депутатов) обратился к пастве с призывом к участию в сборе средств на разбор завалов на месте Спасо-Преображенского собора, и восстановление главного храма монастыря. Были разобраны завалы Спасо-Преображенского собора. Создаётся проект его восстановления